# 2010
| 2010                                                         |
| ------------------------------------------------------------ |
| Dødsfald - Fødsler                                           |
| • Begivenheder • Film • Litteratur • Musik • Politik • Sport |

| Gregoriansk kalender | 2010 MMX                |
| Ab urbe condita      | 2763                    |
| Armensk kalender     | 1459 ԹՎ ՌՆԾԹ            |
| Kinesiske kalender   | 4706 – 4707 己丑 – 庚寅 |
| Etiopisk kalender    | 2002 – 2003             |
| Jødisk kalender      | 5770 – 5771             |
| Hindukalendere       |                         |
| - Vikram Samvat      | 2065 – 2066             |
| - Shaka Samvat       | 1932 – 1933             |
| - Kali Yuga          | 5111 – 5112             |
| Iransk kalender      | 1388 – 1389             |
| Islamisk kalender    | 1431 – 1432             |

2010 (MMX) begyndte året på en fredag.
Regerende dronning i Danmark: Margrethe 2. 1972-2024
Se også 2010 (tal)

## Begivenheder

### Januar
- 1. januar – Spanien overtager Formandskabet for Rådet for Den Europæiske Union fra Sverige.
- 1. januar – Muhammed-tegneren Kurt Westergaard udsættes for et drabsforsøg, da en somalisk mand bryder ind i hans hjem og truer ham med en kniv og en økse.
- 4. januar – Burj Khalifa, verdens højeste menneskeskabte struktur, bliver officielt åbnet.
- 10. januar - Anden valgrunde ved præsidentvalget i Kroatien.
- 12. januar – Et jordskælv der måles til 7,0 på richterskalaen rammer blot 15 kilometer fra centrum af Port-au-Prince i Haiti, jordskælvet kostede flere tusinde menneskeliv og ødelagde store dele af Haiti.
- 21. januar – Google lancerer Google Street View i Danmark. Google Street View gør det muligt at rejse interaktivt på 30.000 kilometer danske vejstrækninger, dog fortrinsvist i byerne.

### Februar
- 8. februar – New Orleans Saints vinder Super Bowl
- 9. februar – Sneskred ved Salang-tunnelen i Afghanistan. Over 65 omkommer og mindst 70 såredes.
- 9. februar – Connie Hedegaard udnævnes til ny EU-kommissær for klima.
- 27. februar – Chile rammes af et jordskælv der måles til 8,8 på richterskalaen ved kysten ud for regionen Maule 325 kilometer fra hovedstaden Santiago.

### Marts
- 20. marts – Vulkanudbrud ved gletsjeren Eyjafjallajökull på Island.
- 21. marts – USA vedtager en sundhedsreform.

### April
- 1. april – Nyt ambulance-udbud træder ikraft i Region Nordjylland, og dermed og nye ambulancefarver i gul og grøn.
- 1. april - Premierministeren i Guinea-Bissau, Carlos Gomes Júnior sættes i husarrest af dele af landets militær under ledelse af næstkommanderende i hæren Antonio Indjai.
- 6. april - Grundstof nummer 117 fremstilles kunstigt og får navnet Ununseptium.
- 11. april - Ungarn afholder første runde i parlamentsvalget, anden runde afholdes 25. april
- 10. april – ved et flystyrt ved Smolensk i Rusland omkommer flere polske nøglepersoner, heriblandt Polens præsident Lech Kaczyński.
- 12. april – et jordskælv der måler 6,2 på Richterskalaen rammer det sydlige Spanien 24 kilometer sydøst for Granada
- 15. april - det danske luftrum lukkes pga. aske fra den islandske vulkan Eyjafjallajökull
- 20. april – en eksplosion på olieboreplatformen Deepwater Horizon medfører elleve døde, og en |udslipskatastrofe i Den mexicanske Golf

### Maj
- 1. maj - en planlagt bilbombe på Times Square detonerer ikke som planlagt
- 6. maj - Goodluck Jonathan indvies på posten som Nigerias præsident.
- 6. maj - Storbritannien afholder parlamentsvalg
- 11. maj - David Cameron bliver premierminister i Storbritannien
- 31. maj – Specialstyrker fra Israel Defence Forces (IDF) bordede, i internationalt farvand i Middelhavet, en konvoj bestående af seks civile nødhjælpsskibe på vej til Gaza-striben.

### Juni
- 13. juni - Belgien afholder parlamentsvalg.
- 19. juni – Brylluppet mellem kronprinsesse Victoria og Daniel Westling i Storkyrkan i Stockholm.
- 30. juni - Tyskland afholder forbundspræsidentvalg

### Juli
- 11. juli - under VM-finalen rammes Kampala af to terrorbomber, en eksploderer på en restaurant, og en på en klub, mens gæsterne ser finalen på tv. Omkring 76 personer i alt meldes dræbt, cirka 65 såret. Det er det eneste land, der oplever terror under VM-slutrunden på det afrikanske kontinent
- 24. juli – 21 mennesker bliver dræbt, og mindst 500 bliver såret da der opstår panik under den årlige technofest Love Parade i Duisberg i Tyskland.
- 26. juli – en af de værste oversvømmelser i Pakistans historie påvirker en femtedel af landets areal, og over 1750 mennesker omkommer.

### September
- 10. september – Eksplosionen på Hotel Jørgensen i København, var et mislykket terrorforsøg udført af den tjetjensk-belgiske Lors Doukaiev. Ingen mennesker kom noget til, udover gerningsmanden, som kom lettere til skade.

### Oktober
- 13. oktober – 33 minearbejdere i Chile, reddes op efter at have været fanget 700 meter under jorden i 69 dage.
- 31. oktober – Københavns Lufthavn indvier sin nye lavpristerminal, CPH Swift.

### November
- 28. november – Websitet WikiLeaks påbegynder offentliggørelsen af 251.287 dokumenter sendt fra amerikanske diplomatiske repræsentationer over hele verden til det amerikanske udenrigsministerium. Offentliggørelsen af dokumenterne, hvoraf over 100.000 er stemplet "fortrolig", udløser betydelig medieomtale.

### December
- 24. december – Danmark får for 2. år i træk landsdækkende hvid jul. Dette er lidt af en meteorologisk sensation, da der aldrig før er registreret hvid jul 2 år i træk, siden man begyndte at registrere vejrdata i 1890.

## Nobelprisen
- Fysik: Konstantin Novoselov, Andre Geim
- Kemi: Richard F. Heck, Ei-ichi Negishi, Akira Suzuki
- Medicin: Robert Edwards
- Litteratur: Mario Vargas Llosa
- Fred: Liu Xiaobo
- Økonomi: Dale T. Mortensen, Peter Diamond, Christopher A. Pissarides

## Sport
- 31. januar – Frankrig bliver europamester i håndbold for mænd med en finalesejr på 25-21 over Kroatien, mens Island vinder bronze. Danmark bliver nummer fem.
- 7. februar – Super Bowl XLIV spilles med New Orleans Saints som vinder med 31-17 over Indianapolis Colts
- 12. – 28. februar – De olympiske vinterlege afholdes i Vancouver og Whistler i Canada
- 15. maj – Viborg HK genvinder EHF Champions League i håndbold for kvinder med finalesejr over Oltchim Valcea fra Rumænien med sammenlagt 60-52.
- 16. maj – Facit på Superligaen bliver, at FCK vinder guld foran OB og Brøndby IF, mens HB Køge og AGF rykker ned.
- 20. maj – Danmark bliver nummer otte ved VM i ishockey, det bedste danske VM-resultat nogensinde.
- 22. maj – Italienske Inter vinder Champions League i fodbold med en sejr på 2-0 over Bayern München fra Tyskland.
- 11. juni – VM i fodbold afholdes i Sydafrika
- 11. juli –  Spanien vinder VM-titlen for første gang med 1-0 sejr over Holland i finalen
- 21. – 24. juli – The Tall Ships' Races i Aalborg.
- 25. juli – Tour de France afsluttes med sejr til Alberto Contador. En sejr, der dog senere fratages ham, og i stedet tildeles Andy Schleck
- 11. oktober – Caroline Wozniacki vinder ved Toray Pan Pacific Open over Elena Dementieva og bliver dermed nr. 1 på verdensranglisten.
- 7. december – FCK kvalificerer sig som det første danske fodboldhold nogensinde til 1/8-finalerne i UEFA Champions League

## Musik

### Koncerter og arrangementer
Arrangementerne foregår i Danmark, med mindre andet angives.

#### Februar
- 6. februar – Duoen Chanée og N'evergreen vinder den danske finale i Melodi Grand Prix med sangen "In a Moment Like This".

#### Marts
- 1. marts – Tokio Hotel, Forum København
- 13. marts – 50 Cent, Brøndby-Hallen
- 26. marts – Dizzy Mizz Lizzy bliver gendannet og spiller 41 koncerter, den første i Arena Fyn, Odense

#### April
- 13.-15. april – Jethro Tull, tre forskellige steder
- 30. april – Angélique Kidjo, Amager Bio

#### Maj
- 13. maj – Courtney Love og gruppen Hole, Amager Bio
- 16. maj – Mireille Mathieu, Aalborghallen
- 21.-24. maj – Bryan Adams, fire forskellige steder
- 29. maj – Tiësto, Parken
- 29. maj – Lena Meyer-Landrut fra Tyskland vinder finalen i Eurovision Song Contest i Oslo. Danske Chanée og N'evergreen bliver nummer fire.
- 30. maj – Rufus Wainwright, Koncerthuset, København

#### Juni
- 5. juni – AC/DC, CASA Arena Horsens
- 14. juni – Guns N' Roses, Gigantium i Aalborg
- 16. juni – Kiss, Gigantium i Aalborg

#### Juli
- 1. juli – Katie Melua, Odense
- 1. – 4. juli – Roskilde Festival afholdes
- 3. juli – Deep Purple, Mølleparken i Sønderborg
- 4. juli – James Morrison, Mølleparken i Sønderborg
- 16. juli – Stevie Wonder, Parken, København
- 20. juli – TOTO, KB-Hallen
- 23. juli – Missy Elliott, Vega, København
- 24. juli – Pink, Parken, København

#### August
- 15. – 16. august – U2, to koncerter i Horsens
- 30. august – Ozzy Osbourne, Messecenter Herning

#### September
- 29. september – Lisa Nilsson, Musikteatret Holstebro

#### Oktober
- 6. oktober – Helene Fischer, Forum Horsens
- 13. oktober – Beth Hart, Sønderborghus, Sønderborg
- 20. oktober – Lady Gaga, Jyske Bank Boxen, Herning
- 20. oktober – Prince, Forum København
- 21. oktober – ZZ Top og Doobie Brothers Forum København
- 22. oktober – Prince, Jyske Bank Boxen, Herning
- 30. oktober – Linkin Park, MCH Multiarena, Herning

#### November
- 1. november – Semino Rossi, Forum Horsens
- 6. november – Herbie Hancock, Værket, Randers
- 8. november – Suzanne Vega, Vega, København
- 20. november – Disturbed, KB Hallen, København
- 28. november – Katie Melua, Falkonersalen, Frederiksberg

#### December
- 3. december – Johnny Logan, Slagelse Musikhus
- 4. december – Johnny Logan, Portalen, Greve
- 9. december – Elton John, Jyske Bank Boxen, Herning
- 13. december – Hansi Hinterseer, Forum Horsens
- 16. og 19. december – Anna Netrebko synger Mimi i La Bohème i Operaen i København

#### Albumudgivelser
- 25. januar – Hej Matematik: Alt går op i 6
- 1. februar – Kashmir: Trespassers
- 23. februar – Johnny Cash: American VI: Ain't No Grave
- 3. marts – Gorillaz: Plastic Beach
- 8. marts – Rasmus Nøhr: Fra kærlighed til grin
- 19. marts – Snoop Dogg: More Malice
- 29. marts - Red Warszawa: De 4 Årstider I Nordvest
- 30. marts – Erykah Badu: New Amerykah Part Two (Return of the Ankh)
- 19. april – Meat Loaf: Hang Cool Teddy Bear
- 3. maj – Kim Larsen: Mine damer og herrer
- 7. maj – Katy Perry: California Gurls (feat. Snoop Dogg) – Single
- 17. maj – Shu-Bi-Dua: 1-9 (box)
- 28. maj – Trentemøller: Into the Great Wide Yonder
- 4. juni – Christina Aguilera: Bionic
- 18. juni – Eminem: Recovery
- 28. juni – Scissor Sisters: Night Work
- 5. juli – Kylie Minogue: Aphrodite
- 17. august – Iron Maiden: The Final Frontier
- 24. august – Katy Perry: Teenage Dream
- 27. august – Carpark North: Lost
- 10. september – Volbeat: Beyond Hell/Above Heaven
- 13. september – Phil Collins: Going Back
- 14. september – Linkin Park: A Thousands Suns
- 20. september - Anna David: MUSIC is TAKING OVER
- 27. september – Eric Clapton: Clapton
- 27. september - Figurines: Figurines
- 19. oktober – Shakira: Sale El Sol
- 1. november – Tommy Seebach: Komplet og rariteter
- 1. november – * Carpark North:Best Days
- 5. november – Snoop Dogg: New Year's Eve (Feat. Marty James) – Single
- 8. november – Anne Linnet: Linnet's Jul
- 15. november – Shu-Bi-Dua: 10-18 (box)
- 15. november – Shu-Bi-Dua: 1-18 (box)
- 16. november – Rihanna: Loud
- 19. november – Dr. Dre: Kush (feat. Snoop Dogg & Akon) – Single
- 21. november – Frederik Magle: Like a Flame
- 22. november – My Chemical Romance: Danger Days: The True Lifes Of The Faboules Killjoys
- 13. december – Michael Jackson: Michael
- 17. december – Snoop Dogg: Wet – Single

## Film
- 9. april – Filmen 2012: Time for Change udkommer.
- 19. februar – En familie instrueret af Pernille Fischer Christensen modtager anmeldernes pris ved filmfestivalen i Berlin.
- 26. august – Filmen Toy Story 3 udkommer.

De bedst sælgende biograffilm i 2010 var Avatar (841.697 solgte billetter i 2010), Harry Potter og Dødsregalierne - del 1 (536.068 billetter) og Inception (516.532 billetter).
Den danske spillefilm Klovn - The Movie solgte omkring 481.000 billetter i 2010 på trods af at den først havde premiere i midten af december.
Far til fire - på japansk var den næstmest sælgende danske biograffilm i 2010 i Danmark.

## Bøger

### Priser
- 26. januar – Ida Jessen modtager Boghandlernes gyldne Laurbær for sin roman Børnene.
- 25. marts – Jussi Adler-Olsen modtager Læsernes bogpris 2010 for sin krimi Flaskepost fra P.[3]

### Udgivelser
- Jussi Adler-Olsen udgiver fjerde bind om afdeling Q – "Journal 64".
- Lars Kepler udgiver kriminalromanen Hypnotisøren
- Eva Jørgensen udgiver bogen Sorrig og glæde
- Camillia Läckberg udgiver kriminalromanen Ulykkesfuglen